# Ribamar
Lucas Ribamar Lopes dos Santos Bibiano (Rio de Janeiro, 21 mei 1997) is een Braziliaans voetballer die bij voorkeur als aanvaller speelt onder de naam Ribamar.

## Clubcarrière
Ribamar werd geboren in Rio de Janeiro. Op veertienjarige leeftijd werd hij opgenomen in de jeugdacademie van Botafogo FR. Op 5 mei 2016 maakte hij zijn opwachting in de Braziliaanse Série A tegen São Paulo. De aanvaller speelde meteen de volledige wedstrijd. Drie weken later volgde zijn eerste competitietreffer tegen Atlético Paranaense. In juli 2016 werd Ribamar voor een bedrag van 2,5 miljoen euro verkocht aan TSV 1860 München, waar hij een vijfjarig contract tekende. Met de club degradeerde hij in 2017 uit de 3. Bundesliga waarna hij naar Atlético Paranaense ging. In juni 2018 werd hij gecontracteerd door Pyramids FC uit Egypte dat tegelijk zijn landgenoot Keno vastlegde. Na twee doelpunten in de eerste drie wedstrijden werd Ribamar half augustus 2018 verhuurd aan het Saoedische Ohod dat van dezelfde eigenaar is. Hierom stapte de Braziliaans coach van Pyramids FC Alberto Valentim op. Begin 2019 keerde hij op huurbasis terug naar Brazilië bij Vasco da Gama. In maart 2021 maakte hij de overstap naar América Mineiro.